# David Smith (mathématicien)

Un des pavages découverts par David Smith

David Smith est un mathématicien amateur et technicien d'imprimerie à la retraite originaire de Bridlington, en Angleterre, principalement connu pour ses découvertes liées aux pavages apériodiques qui ont aidé à résoudre le problème einstein,.

## Tuileeinstein

### Découverte originale
En novembre 2022, Smith découvre un polygone à 13 côtés à l'aide d'un logiciel appelé PolyForm Puzzle Solver qu'il utilisait pour construire des pavages avec différentes formes. Après de nouvelles expérimentations sur des modèles en carton, il se rend compte que la forme qu'il a imaginée semble paver le plan mais sans jamais produire un motif régulier.

### Contact avec des experts
Smith écrit à Craig S. Kaplan (en), de l'Université de Waterloo, pour lui faire part de la découverte potentielle d'une monotuile apériodique. Tous deux surnomment la nouvelle forme « le chapeau », en raison de sa ressemblance avec un fédora. Pendant que Kaplan étudie la forme de façon plus approfondie, Smith lui fait part qu'il a découvert une autre forme, qu'il surnomme « la tortue », qui semble avoir les mêmes propriétés de pavage apériodique.
À la mi-janvier 2023, Kaplan fait appel à l'informaticien Joseph Samuel Myers, de Cambridge, et au mathématicien Chaim Goodman-Strauss (en), de l'université de l'Arkansas, afin de l'aider à terminer la preuve. Myers se rend alors compte que « le chapeau » et « la tortue » font partie d'un même continuum de formes, qui possèdent les mêmes propriétés de pavage apériodique mais avec des côtés de longueurs variables.

### Publication et autres résultats
L'équipe dépose une prépublication intitulée « An aperiodic monotile » sur le serveur arXiv en mars 2023.
Moins d'une semaine après ce dépôt, Smith envoie un nouveau courriel à Kaplan pour l'informer des propriétés conjecturale d'une nouvelle forme. Cette forme, surnommée « le spectre », fait partie de la famille de formes publiée par l'équipe dans son article. Elle est très particulière dans cette famille car seule, elle ne peut produire que des pavages apériodiques alors que jointe à sa réflexion, elle permet de faire un pavage périodique.
Après cette découverte conjecturale, l'équipe parvient à démontrer cette propriété chirale de pavage apériodique du « spectre » et l'a écrite dans une prépublication déposée en mai 2023,.